# 安定 (楊鎮龍)
安定（あんてい）は元代、浙江で大興国を建てた楊鎮龍の私年号。1289年旧2月 - 旧10月。

## 西暦との対照表
| 安定 | 元年   |
| 西暦 | 1289年 |
| 干支 | 己丑   |